# Gran Premio motociclistico d'Argentina 2023
Il Gran Premio motociclistico d'Argentina 2023 è stato la seconda prova del motomondiale del 2023. Le vittorie nelle tre classi sono andate a: Brad Binder in sprint e Marco Bezzecchi nella gara della MotoGP, Tony Arbolino in Moto2 e Tatsuki Suzuki in Moto3.
Per Bezzecchi si tratta della prima vittoria in classe MotoGP.

## MotoGP

### Sprint

#### Arrivati al traguardo
| Pos. | Nº | Pilota                | Squadra                     | Motocicletta       | Giri | Tempo     | Griglia | Punti |
| ---- | -- | --------------------- | --------------------------- | ------------------ | ---- | --------- | ------- | ----- |
| 1º   | 33 | Brad Binder           | Red Bull KTM Factory Racing | KTM RC16           | 12   | 19'56.873 | 15º     | 12    |
| 2º   | 72 | Marco Bezzecchi       | Mooney VR46 Racing          | Ducati Desmosedici | 12   | +0.072    | 2º      | 9     |
| 3º   | 10 | Luca Marini           | Mooney VR46 Racing          | Ducati Desmosedici | 12   | +0.877    | 7º      | 7     |
| 4º   | 21 | Franco Morbidelli     | Monster Energy Yamaha       | Yamaha YZR-M1      | 12   | +2.354    | 4º      | 6     |
| 5º   | 73 | Álex Márquez          | Gresini Racing              | Ducati Desmosedici | 12   | +2.462    | 1º      | 5     |
| 6º   | 1  | Francesco Bagnaia     | Ducati Lenovo               | Ducati Desmosedici | 12   | +2.537    | 3º      | 4     |
| 7º   | 12 | Maverick Viñales      | Aprilia Racing              | Aprilia RS-GP      | 12   | +2.643    | 5º      | 3     |
| 8º   | 89 | Jorge Martín          | Prima Pramac Racing         | Ducati Desmosedici | 12   | +3.754    | 8º      | 2     |
| 9º   | 20 | Fabio Quartararo      | Monster Energy Yamaha       | Yamaha YZR-M1      | 12   | +3.856    | 10º     | 1     |
| 10º  | 43 | Jack Miller           | Red Bull KTM Factory Racing | KTM RC16           | 12   | +5.143    | 16º     |       |
| 11º  | 30 | Takaaki Nakagami      | LCR Honda Idemitsu          | Honda RC213V       | 12   | +5.574    | 11º     |       |
| 12º  | 49 | Fabio Di Giannantonio | Gresini Racing              | Ducati Desmosedici | 12   | +6.965    | 14º     |       |
| 13º  | 5  | Johann Zarco          | Prima Pramac Racing         | Ducati Desmosedici | 12   | +7.568    | 6º      |       |
| 14º  | 25 | Raúl Fernández        | CryptoData RNF              | Aprilia RS-GP      | 12   | +7.725    | 13º     |       |
| 15º  | 42 | Álex Rins             | LCR Honda Castrol           | Honda RC213V       | 12   | +8.687    | 12º     |       |
| 16º  | 37 | Augusto Fernández     | GasGas Factory Racing Tech3 | KTM RC16           | 12   | +9.040    | 17º     |       |

#### Ritirati
| Nº | Pilota          | Squadra        | Motocicletta  | Giri | Griglia |
| -- | --------------- | -------------- | ------------- | ---- | ------- |
| 41 | Aleix Espargaró | Aprilia Racing | Aprilia RS-GP | 8    | 9º      |
| 36 | Joan Mir        | Repsol Honda   | Honda RC213V  | 0    | 18º     |

### Gara

#### Arrivati al traguardo
| Pos. | Nº | Pilota                | Squadra                     | Motocicletta       | Giri | Tempo     | Griglia | Punti |
| ---- | -- | --------------------- | --------------------------- | ------------------ | ---- | --------- | ------- | ----- |
| 1º   | 72 | Marco Bezzecchi       | Mooney VR46 Racing          | Ducati Desmosedici | 25   | 44'28.518 | 2º      | 25    |
| 2º   | 5  | Johann Zarco          | Prima Pramac Racing         | Ducati Desmosedici | 25   | +4.085    | 6º      | 20    |
| 3º   | 73 | Álex Márquez          | Gresini Racing              | Ducati Desmosedici | 25   | +4.681    | 1º      | 16    |
| 4º   | 21 | Franco Morbidelli     | Monster Energy Yamaha       | Yamaha YZR-M1      | 25   | +7.581    | 4º      | 13    |
| 5º   | 89 | Jorge Martín          | Prima Pramac Racing         | Ducati Desmosedici | 25   | +9.746    | 8º      | 11    |
| 6º   | 43 | Jack Miller           | Red Bull KTM Factory Racing | KTM RC16           | 25   | +10.562   | 16º     | 10    |
| 7º   | 20 | Fabio Quartararo      | Monster Energy Yamaha       | Yamaha YZR-M1      | 25   | +11.095   | 10º     | 9     |
| 8º   | 10 | Luca Marini           | Mooney VR46 Racing          | Ducati Desmosedici | 25   | +13.694   | 7º      | 8     |
| 9º   | 42 | Álex Rins             | LCR Honda Castrol           | Honda RC213V       | 25   | +14.327   | 12º     | 7     |
| 10º  | 49 | Fabio Di Giannantonio | Gresini Racing              | Ducati Desmosedici | 25   | +18.515   | 14º     | 6     |
| 11º  | 37 | Augusto Fernández     | GasGas Factory Racing Tech3 | KTM RC16           | 25   | +19.380   | 17º     | 5     |
| 12º  | 12 | Maverick Viñales      | Aprilia Racing              | Aprilia RS-GP      | 25   | +26.091   | 5º      | 4     |
| 13º  | 30 | Takaaki Nakagami      | LCR Honda Idemitsu          | Honda RC213V       | 25   | +28.394   | 11º     | 3     |
| 14º  | 25 | Raúl Fernández        | CryptoData RNF              | Aprilia RS-GP      | 25   | +29.894   | 13º     | 2     |
| 15º  | 41 | Aleix Espargaró       | Aprilia Racing              | Aprilia RS-GP      | 25   | +36.183   | 9º      | 1     |
| 16º  | 1  | Francesco Bagnaia     | Ducati Lenovo               | Ducati Desmosedici | 25   | +47.753   | 3º      |       |
| 17º  | 33 | Brad Binder           | Red Bull KTM Factory Racing | KTM RC16           | 25   | +48.106   | 15º     |       |

#### Non Partito
| Nº | Pilota   | Squadra      | Motocicletta | Griglia |
| -- | -------- | ------------ | ------------ | ------- |
| 36 | Joan Mir | Repsol Honda | Honda RC213V | 18º     |

## Moto2

### Arrivati al traguardo
| Pos. | Nº | Pilota                  | Squadra                        | Motocicletta | Giri | Tempo     | Griglia | Punti |
| ---- | -- | ----------------------- | ------------------------------ | ------------ | ---- | --------- | ------- | ----- |
| 1º   | 14 | Tony Arbolino           | Elf Marc VDS Racing            | Kalex        | 14   | 26'26.606 | 8º      | 25    |
| 2º   | 21 | Alonso López            | Beta Tools SpeedUp             | Boscoscuro   | 14   | +0.663    | 1º      | 20    |
| 3º   | 96 | Jake Dixon              | Solunion GasGas Aspar          | Kalex        | 14   | +1.961    | 4º      | 16    |
| 4º   | 40 | Arón Canet              | Pons Wegow Los40               | Kalex        | 14   | +7.769    | 2º      | 13    |
| 5º   | 11 | Sergio García           | Pons Wegow Los40               | Kalex        | 14   | +11.954   | 28º     | 11    |
| 6º   | 15 | Darryn Binder           | Liqui Moly Husqvarna Intact GP | Kalex        | 14   | +12.274   | 11º     | 10    |
| 7º   | 12 | Filip Salač             | QJMotor Gresini                | Kalex        | 14   | +13.100   | 13º     | 9     |
| 8º   | 35 | Somkiat Chantra         | Idemitsu Honda Team Asia       | Kalex        | 14   | +12.758   | 3º      | 8     |
| 9º   | 75 | Albert Arenas           | Red Bull KTM Ajo               | Kalex        | 14   | +13.649   | 10º     | 7     |
| 10º  | 22 | Sam Lowes               | Elf Marc VDS Racing            | Kalex        | 14   | +14.107   | 14º     | 6     |
| 11º  | 18 | Manuel González         | Correos Prepago Yamaha VR46    | Kalex        | 14   | +15.581   | 7º      | 5     |
| 12º  | 37 | Pedro Acosta            | Red Bull KTM Ajo               | Kalex        | 14   | +16.913   | 5º      | 4     |
| 13º  | 13 | Celestino Vietti        | Fantic Racing                  | Kalex        | 14   | +17.135   | 6º      | 3     |
| 14º  | 16 | Joe Roberts             | Italtrans Racing               | Kalex        | 14   | +25.871   | 9º      | 2     |
| 15º  | 54 | Fermín Aldeguer         | Beta Tools SpeedUp             | Boscoscuro   | 14   | +27.388   | 16º     | 1     |
| 16º  | 81 | Jordi Torres            | Solunion GasGas Aspar          | Kalex        | 14   | +31.901   | 23º     |       |
| 17º  | 52 | Jeremy Alcoba           | QJMotor Gresini                | Kalex        | 14   | +32.583   | 15º     |       |
| 18º  | 84 | Zonta van den Goorbergh | Fieten Olie Racing GP          | Kalex        | 14   | +33.523   | 20º     |       |
| 19º  | 7  | Barry Baltus            | Fieten Olie Racing GP          | Kalex        | 14   | +33.755   | 12º     |       |
| 20º  | 2  | Soichiro Minamimoto     | Correos Prepago Yamaha VR46    | Kalex        | 14   | +33.918   | 27º     |       |
| 21º  | 72 | Borja Gómez             | Fantic Racing                  | Kalex        | 14   | +48.220   | 29º     |       |
| 22º  | 64 | Bo Bendsneyder          | Pertamina Mandalika SAG        | Kalex        | 14   | +49.932   | 17º     |       |
| 23º  | 19 | Lorenzo Dalla Porta     | Pertamina Mandalika SAG        | Kalex        | 14   | +55.187   | 24º     |       |
| 24º  | 24 | Marcos Ramírez          | Forward Team                   | Forward      | 14   | +55.414   | 19º     |       |
| 25º  | 71 | Dennis Foggia           | Italtrans Racing               | Kalex        | 14   | +55.564   | 22º     |       |

### Ritirati
| Nº | Pilota           | Squadra         | Motocicletta | Giri | Griglia |
| -- | ---------------- | --------------- | ------------ | ---- | ------- |
| 33 | Rory Skinner     | American Racing | Kalex        | 5    | 25º     |
| 98 | David Sanchis    | Forward Team    | Forward      | 5    | 26º     |
| 4  | Sean Dylan Kelly | American Racing | Kalex        | 1    | 18º     |

## Moto3

### Arrivati al traguardo
| Pos. | Nº | Pilota             | Squadra                        | Motocicletta  | Giri | Tempo     | Griglia | Punti |
| ---- | -- | ------------------ | ------------------------------ | ------------- | ---- | --------- | ------- | ----- |
| 1º   | 24 | Tatsuki Suzuki     | Leopard Racing                 | Honda NSF250R | 18   | 35'18.099 | 6º      | 25    |
| 2º   | 10 | Diogo Moreira      | MT Helmets - MSI               | KTM RC 250 GP | 18   | +4.571    | 3º      | 20    |
| 3º   | 16 | Andrea Migno       | CIP Green Power                | KTM RC 250 GP | 18   | +4.699    | 9º      | 16    |
| 4º   | 96 | Daniel Holgado     | Red Bull KTM Tech3             | KTM RC 250 GP | 18   | +8.814    | 10º     | 13    |
| 5º   | 19 | Scott Ogden        | VisionTrack Racing             | Honda NSF250R | 18   | +11.512   | 8º      | 11    |
| 6º   | 82 | Stefano Nepa       | Angeluss MTA                   | KTM RC 250 GP | 18   | +11.865   | 14º     | 10    |
| 7º   | 27 | Kaito Toba         | SIC58 Squadra Corse            | Honda NSF250R | 18   | +12.159   | 11º     | 9     |
| 8º   | 43 | Xavier Artigas     | CFMoto Racing PrüstelGP        | CFMoto        | 18   | +12.467   | 15º     | 8     |
| 9º   | 6  | Ryusei Yamanaka    | Autosolar GasGas Aspar M3      | Gas Gas       | 18   | +12.844   | 18º     | 7     |
| 10º  | 38 | David Salvador     | CIP Green Power                | KTM RC 250 GP | 18   | +12.884   | 22º     | 6     |
| 11º  | 63 | Syarifuddin Azman  | MT Helmets - MSI               | KTM RC 250 GP | 18   | +14.033   | 20º     | 5     |
| 12º  | 18 | Matteo Bertelle    | Rivacold Snipers               | Honda NSF250R | 18   | +20.736   | 12º     | 4     |
| 13º  | 55 | Romano Fenati      | Rivacold Snipers               | Honda NSF250R | 18   | +26.304   | 24º     | 3     |
| 14º  | 80 | David Alonso       | Autosolar GasGas Aspar M3      | Gas Gas       | 18   | +27.524   | 7º      | 2     |
| 15º  | 70 | Joshua Whatley     | VisionTrack Racing             | Honda NSF250R | 18   | +37.275   | 28º     | 1     |
| 16º  | 44 | David Muñoz        | Boé Motorsports                | KTM RC 250 GP | 18   | +39.602   | 16º     |       |
| 17º  | 92 | David Almansa      | CFMoto Racing PrüstelGP        | CFMoto        | 18   | +41.959   | 25º     |       |
| 18º  | 72 | Taiyo Furusato     | Honda Team Asia                | Honda NSF250R | 18   | +45.783   | 26º     |       |
| 19º  | 48 | Iván Ortolá        | Angeluss MTA                   | KTM RC 250 GP | 18   | +47.086   | 4º      |       |
| 20º  | 7  | Filippo Farioli    | Red Bull KTM Tech3             | KTM RC 250 GP | 18   | +47.380   | 21º     |       |
| 21º  | 22 | Ana Carrasco       | Boé Motorsports                | KTM RC 250 GP | 18   | +53.918   | 27º     |       |
| 22º  | 95 | Collin Veijer      | Liqui Moly Husqvarna Intact GP | Husqvarna     | 18   | +55.636   | 17º     |       |
| 23º  | 99 | José Antonio Rueda | Red Bull KTM Ajo               | KTM RC 250 GP | 18   | +56.852   | 13º     |       |
| 24º  | 53 | Deniz Öncü         | Red Bull KTM Ajo               | KTM RC 250 GP | 18   | +1'23.159 | 2º      |       |

### Ritirati
| Nº | Pilota         | Squadra                        | Motocicletta  | Giri | Griglia |
| -- | -------------- | ------------------------------ | ------------- | ---- | ------- |
| 54 | Riccardo Rossi | SIC58 Squadra Corse            | Honda NSF250R | 17   | 19º     |
| 5  | Jaume Masiá    | Leopard Racing                 | Honda NSF250R | 13   | 5º      |
| 64 | Mario Aji      | Honda Team Asia                | Honda NSF250R | 13   | 23º     |
| 71 | Ayumu Sasaki   | Liqui Moly Husqvarna Intact GP | Husqvarna     | 10   | 1º      |